# 1674
Cette page concerne l'année 1674  du calendrier grégorien. Pour l'année 1674 av. J.-C., voir 1674 av. J.-C.
L'année 1674 est une année commune qui commence un lundi.

## Événements
- 7 janvier, Chine : le vice-roi du Sichuan et du Yunnan révolté contre les Ming Wu Sangui marche avec ses troupes sur le Guizhou, dont le gouverneur se soumet rapidement, puis atteint la frontière du Hunan (17 février), province qu'il contrôle dès la fin du mois d'avril[1]. Sa révolte est suivie par celles des princes de Canton, du Fujian et de Burni, khan des Tchakhar en 1675[2] (révolte des trois feudataires).

- 16 juin (6 juin du calendrier julien) : sacre de Chhatrapati Shivaji, qui fonde l'empire des Maratha en Inde (fin de règne en 1680)[3]. Shivaji, chef des Marathes révoltés contre l’Empire moghol, se proclame chattrapati (protecteur) de Raigarh et édifie un véritable état. Il instaure l’hindouisme sur ses territoires.

- 21 juillet, Brésil : départ de São Paulo de l'expédition de Fernão Dias Pais pour la région de l'actuel Minas Gerais[4]. Les Bandeirantes (explorateurs) commencent l'exploration de l'intérieur des vastes terres du Brésil.
- 27 août : soixante-quinze colons sont massacrés par les indigènes à Fort-Dauphin à Madagascar. En mai 1676, l'île Bourbon accueille les rescapés du massacre de Fort-Dauphin, et devient la seule escale française sur la route des Indes[5].

- 21 septembre : Louis Auguste Bellanger de Lespinay confie l'organisation du comptoir de Pondichéry au Français François Martin[6].

- 10 novembre : à la suite du traité de Westminster du 19 février, les Provinces-Unies cèdent de nouveau la Nouvelle-Néerlande au roi de Grande-Bretagne[7]. Les habitants de La Nouvelle-Orange se résignent définitivement à être des sujets britanniques.

- 4 décembre : le père Jacques Marquette fonde une mission chez les Illinois au bord du lac Michigan, sur le site de la future Chicago[8].
- 31 décembre : suppression de la Compagnie française des Indes occidentales  ; l'Amérique française est rattachée au domaine royal[9].

- Révolte des noirs dans les Antilles anglaises[10].
- La Compagnie néerlandaise des Indes occidentales est liquidée par les États généraux et refondée sur de nouvelles assises[11].

### Europe
- 26 janvier : alliance de Copenhague entre le Danemark et l’empereur[12]. Le Danemark et divers princes allemands viennent compléter la « grande alliance » contre la France.
- 5 mars : persécution des prédicateurs protestants en Hongrie. 735 pasteurs et maîtres d'école sont cités devant le tribunal extraordinaire de Presbourg[13] : ils sont condamnés, et quarante-deux d’entre eux sont vendus comme esclaves aux galères (1674-1675).

- 19 février : traité de Westminster. Les Néerlandais de Guillaume III signent la paix avec l'Angleterre. Fin de la troisième guerre anglo-néerlandaise[14].
- 24 février : enlèvement du prince Guillaume-Egon de Furstenberg par les Impériaux. Le congrès de Cologne doit se dissoudre (27 mars)[15].
- Février : 
  - Garantie de la liberté de culte pour les Juifs en Angleterre[16].
  - Les troupes françaises du duc de Navailles envahissent la Franche-Comté[14].

- 22 avril, Cologne : paix entre les Provinces-Unies et l'électeur de Cologne[15].

- 11 mai, Cologne : paix entre les Provinces-Unies et l'évêque de Münster[15].

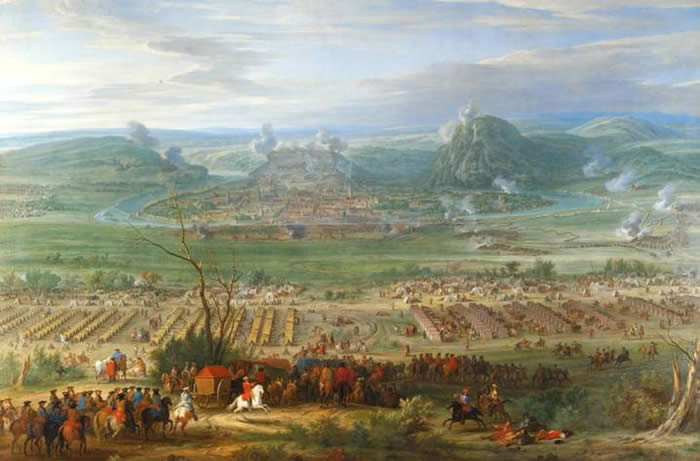
Le siège de Besançon 1674 - Par Adams Frans Van der Meulen (1632-1690)

- 15 mai : prise de Besançon par Louis XIV en personne[15]. Nouvelle occupation de la Franche-Comté par la France.
- 21 mai : Jean Sobieski (Jan) est élu roi de Pologne (fin en 1696)[17]. Il a épousé en 1665 Marie-Casimire d'Arquien, venue de France, ce qui le rend client de Louis XIV. Il conclut avec lui une alliance secrète contre le Brandebourg. Les magnats sont par contre achetés par les Habsbourg.
- 27 mai : suspension de l’Inquisition au Portugal grâce à l’action auprès du pape du jésuite António Vieira (fin le 22 août 1681)[18].
- 28 mai : la Diète d'Empire déclare la guerre à la France[14].

- 7 juin : les Français occupent Dole[19].
- 12 juin : Turenne traverse de nouveau le Rhin à Philippsburg[20].
- 16 juin : Turenne rencontre le comte de Caprara et le bat à la bataille de Sinsheim[15].
- 20 juin : alliance du duc de Brunswick avec l'empereur signée à Zelle[15].

- 1er juillet, Cölln : Frédéric-Guillaume de Brandebourg se rallie à l’empereur Léopold Ier[21].
- 3-28 juillet : ravage du Palatinat par les troupes françaises de Turenne, notamment dans la seconde quinzaine[14].
- 7 juillet : début de la révolte de Messine soutenue par la France contre l’Espagne (1674-1678) ; les insurgés chassent le gouverneur espagnol le 4 août. L’escadre française de Duquesne entre dans le port le 27 septembre, après avoir tenu en échec les flottes conjointes de l’Espagne et des Provinces-Unies[22].
- 10 juillet : alliance des Provinces-Unies et du Danemark à la Haye[15].

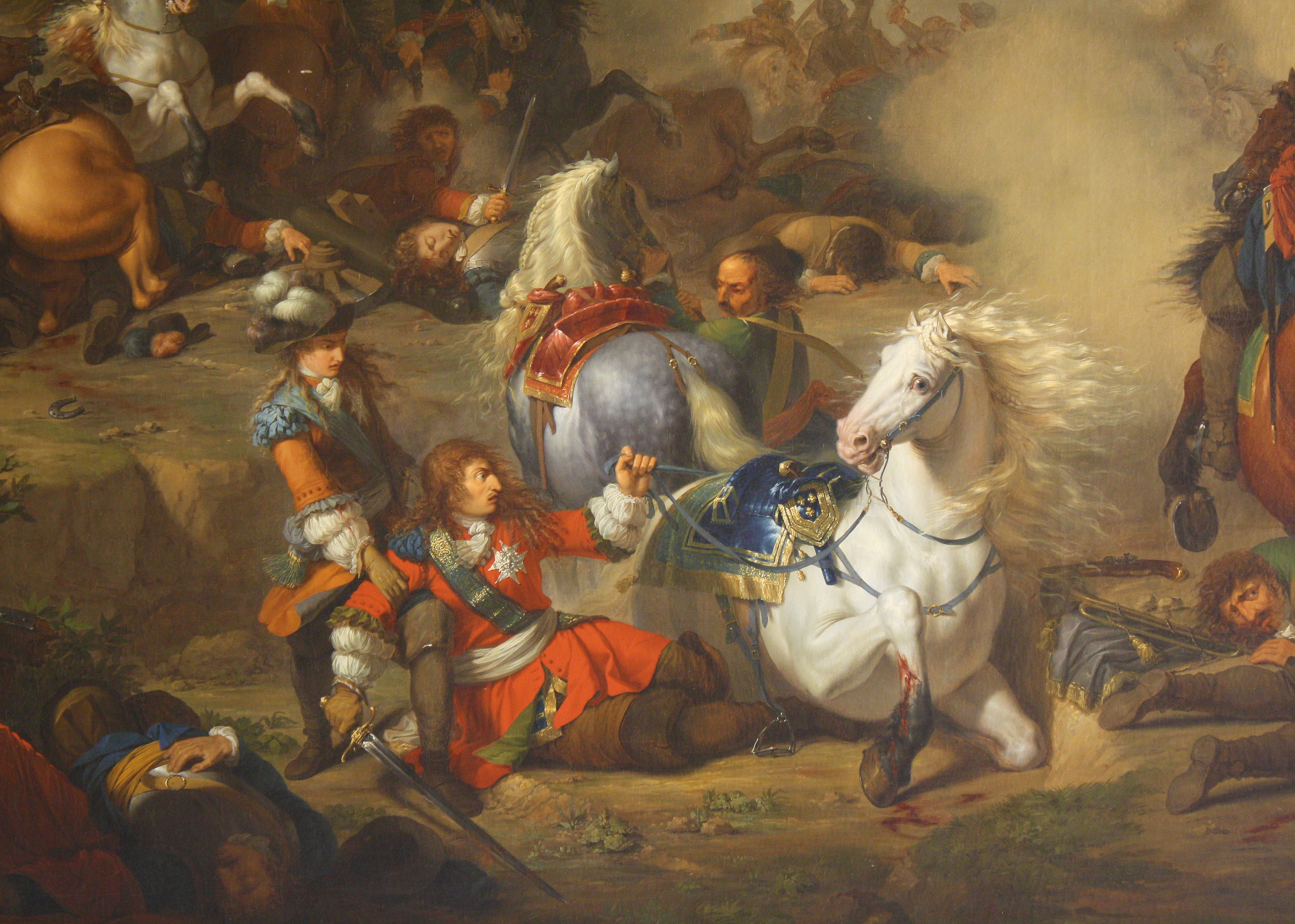
11 août : bataille de Seneffe.

- 11 août : victoire indécise et sanglante de Condé à la bataille de Seneffe, près de Charleroi, sur les troupes hispano-hollando-impériales qui tentaient de descendre vers les Pays-Bas du Sud[15].
- 27 août : le marquis de Feuquières, ambassadeur de France à Stockholm, demande dans une audience publique que la Suède exécute les clauses du traité de 1672[23]. La Suède entre en guerre contre le Brandebourg aux côtés de la France.

- 1er septembre : les Impériaux passent le Rhin[20].
- 4 octobre :  victoire de Turenne à Entzheim, près de Strasbourg. Campagne d’Alsace de Turenne[14].
- 29 décembre : victoire de Turenne à la bataille de Mulhouse[15].

## Naissances en 1674
- 2 janvier : Bernardino Fergioni, peintre italien († vers 1738).
- 28 janvier : Jean Ranc, peintre français († 1er juillet 1735).
- 20 avril : Andrea dell'Asta, peintre baroque italien († octobre 1721).
- 26 juin : Armand Gaston Maximilien de Rohan, cardinal français, évêque de Strasbourg († 19 juillet 1749).
- 28 juin : Pier Leone Ghezzi, peintre et caricaturiste italien († 6 mars 1755).
- 16 avril: Philippe d'Orléans, régent du royaume de France pendant la minorité de Louis XV
- 3 octobre : Giampietro Zanotti, peintre, poète et critique d'art italien († 28 septembre 1765).
- 24 octobre : Charles-François d'Hallencourt de Dromesnil, comte de Verdun, prélat et prince du Saint Empire († 16 mars 1754).
- Date précise inconnue :  
  - Onofrio Avellino, peintre baroque italien de l'école napolitaine († 17 avril 1741).
  - Jean d'Ailhaud, médecin et chirurgien provençal († 1756).

## Décès en 1674
- 12 janvier : Giacomo Carissimi, compositeur italien (° 18 avril 1605).
- 21 janvier : Cornelis Bisschop, peintre néerlandais (° 12 février 1630).

- 10 février : Leonard Bramer, peintre et dessinateur néerlandais (° 24 décembre 1596).
- 22 février : Jean Chapelain, poète et critique littéraire francais (° 4 décembre 1595).
- 24 février : Matthias Weckmann, musicien allemand (° ? 1616).
- ? février : Jean Pecquet, anatomiste francais[24] (° 9 mai 1622).

- 7 mars : Charles Sorel, seigneur de Souvigny, écrivain francais.

- 29 avril : Johann Andreas Bose, historien et philologue allemand († 27 juin 1626).

- ? juin : Jan Lievens, peintre et dessinateur néerlandais (° 24 octobre 1607).

- 2 juillet : Eberhard VII de Wurtemberg, duc de Wurtemberg (° 16 décembre 1614).
- 14 juillet : Pelham Humfrey, compositeur anglais (° 1647).
- 22 juillet : Pedro de Camprobín, peintre du siècle d'or espagnol (° 1605).
- 30 juillet : Karel Škréta, peintre baroque bohémien (° 1610).

- 12 août : Philippe de Champaigne, peintre francais d'origine brabançonne (° 26 mai 1602).

- 27 septembre : Arnauld d'Andilly, conseiller d’État francais (° 28 mai 1589).

- 29 septembre : Gerbrand van den Eeckhout, peintre néerlandais (° 19 août 1621).

- 28 octobre : Giovanni Bona, cardinal et écrivain italien (° 19 octobre 1609).

- 8 novembre : John Milton, poète et pamphlétaire anglais (° 9 décembre 1608).

- 13 décembre : Chöying Dorje, 10e Karmapa, chef de la lignée karma-kagyu du bouddhisme tibétain, également peintre et sculpteur  (° 26 avril 1604).

- Date précise inconnue :
  - Jacob van Dorsten, peintre néerlandais  (° vers 1645).
  - Johannes Lingelbach, peintre néerlandais (° 1622).
  - Tomás Yepes, peintre espagnol (° vers 1595).